# フランソワ・レヴァンタル
フランソワ・レヴァンタル（François Levantal、1960年10月14日 - ）は、フランスの俳優。フランソワ・ルヴァンタルとも表記される。

## 出演作品
- フランス特殊部隊RAID（パトリック・ルグラン）
- そして友よ、静かに死ね（ジョアン・シャベーズ）
- プレデターズ エヴォリューション
- 最狂強奪人 欲望のダイヤモンド（デグラン）
- ダンテ01
- 赤ちゃんの逆襲
- ミシェル・ヴァイヨン
- レッド・サイレン（ソルパン）
- クリムゾン・リバー
- ドーベルマン
- 憎しみ